# Maria Pavlovna av Ryssland
Maria Pavlovna, född 18 april 1890 i Sankt Petersburg, död 13 december 1958 i Konstanz, var storfurstinna av Ryssland och genom ett kort äktenskap med prins Wilhelm 1908–1914 svensk prinsessa. Hon var mor till Lennart Bernadotte och även kusin till tsar Nikolaj II av Ryssland.
Maria Pavlovna var dotter till storfurst Pavel Aleksandrovitj av Ryssland (1860–1919) och prinsessan Alexandra av Grekland. Hennes halvbror Vladimir Paley (1897–1918) var poet och mördades av bolsjevikerna tillsammans med deras far.

## Biografi

### Barndom

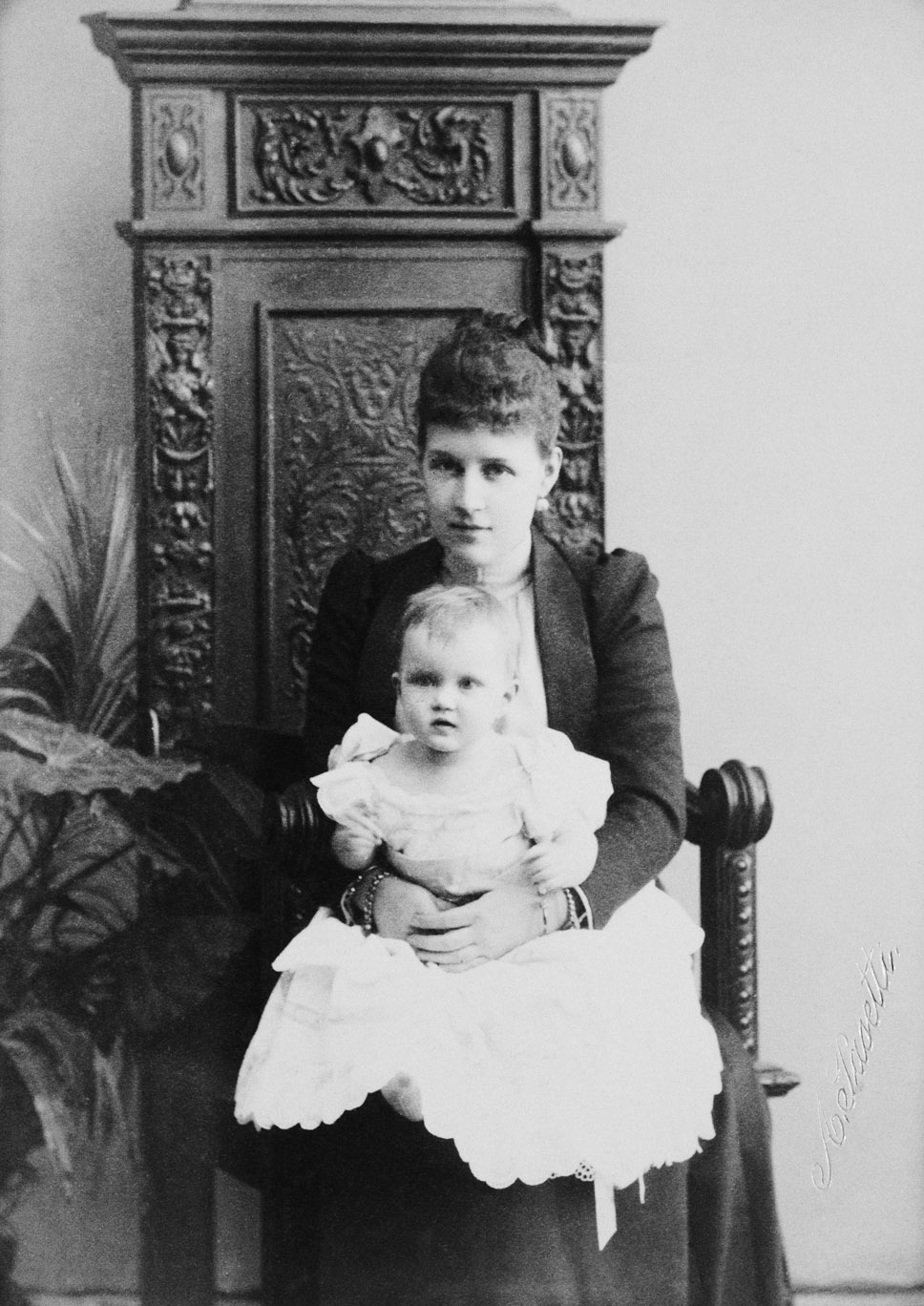
Maria tillsammans med sin mor Alexandra, ungefär 1891.

Maria Pavlovna växte upp nära sin bror Dimitrij Pavlovitj, som hon stod mycket nära. Under denna tidsperiod ansågs det vara moderns uppgift att uppfostra barnen, och eftersom Marias och Dimitris mor avled när de var små, var det deras faster storfurstinnan Elisabet som fick ansvaret för dem, medan deras far ofta var hemifrån. De tillbringade initialt sina lov hos Elisabet, och när deras far år 1902 ingick ett morganatiskt äktenskap som inte godkändes av tsaren, fick de permanent bosätta sig hos Elisabet. Maria fick hemundervisning av ett antal privatlärare, bland dem sin guvernant Mademoiselle Hélène, som lärde henne tala franska. Hemspråket var engelska, som talades inom familjen, och hennes ryska uppges ha varit dålig under hennes uppväxt.

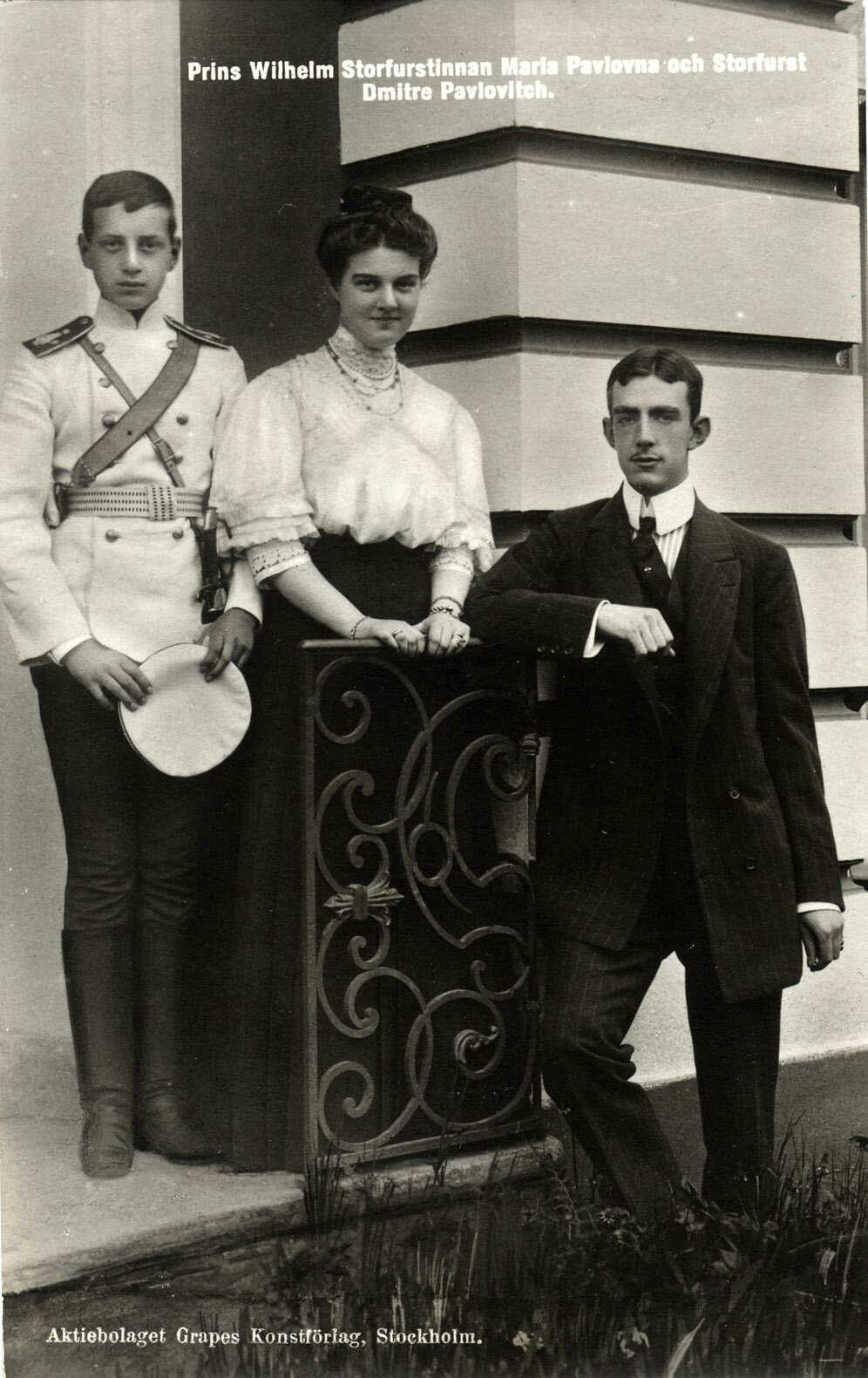
Maria och prins Wilhelm tillsammans med hennes bror storfurste Dimitrij Pavlovitj, 1906.

### Prinsessa av Sverige och Hertiginna av Södermanland
Redan 1906 hörde det svenska hovet av sig till det ryska om ett eventuellt giftermål. Oscar II var intresserad av ett giftermål mellan sin sonson prins Wilhelm och en rysk prinsessa. Tsar Nikolaj II var då villig att låta sin kusin Maria Pavlovna gifta sig med prinsen. Wilhelm sändes på ett besök till Ryssland och Maria förmåddes gå med på en förlovning efter att paret bara känt varandra i några timmar. Maria uppgav i sina memoarer att hon alltid hade varit medveten om att hon i egenskap av prinsessa måste ingå ett arrangerat äktenskap, att Wilhelm i varje fall inte var obehaglig och att ett äktenskap innebar att hon skulle få lämna barnkammaren och bli en vuxen person och få en mer självständig tillvaro. Under förlovningen försämrades dock hennes vilja att ingå ett arrangerat äktenskap. Såväl Maria som Wilhelm var emot ett äktenskap, och Maria försökte i brev förmå Wilhelm att bryta förlovningen. Vigseln ägde rum den 3 maj 1908 i Tsarskoje Selo i Sankt Petersburg. 

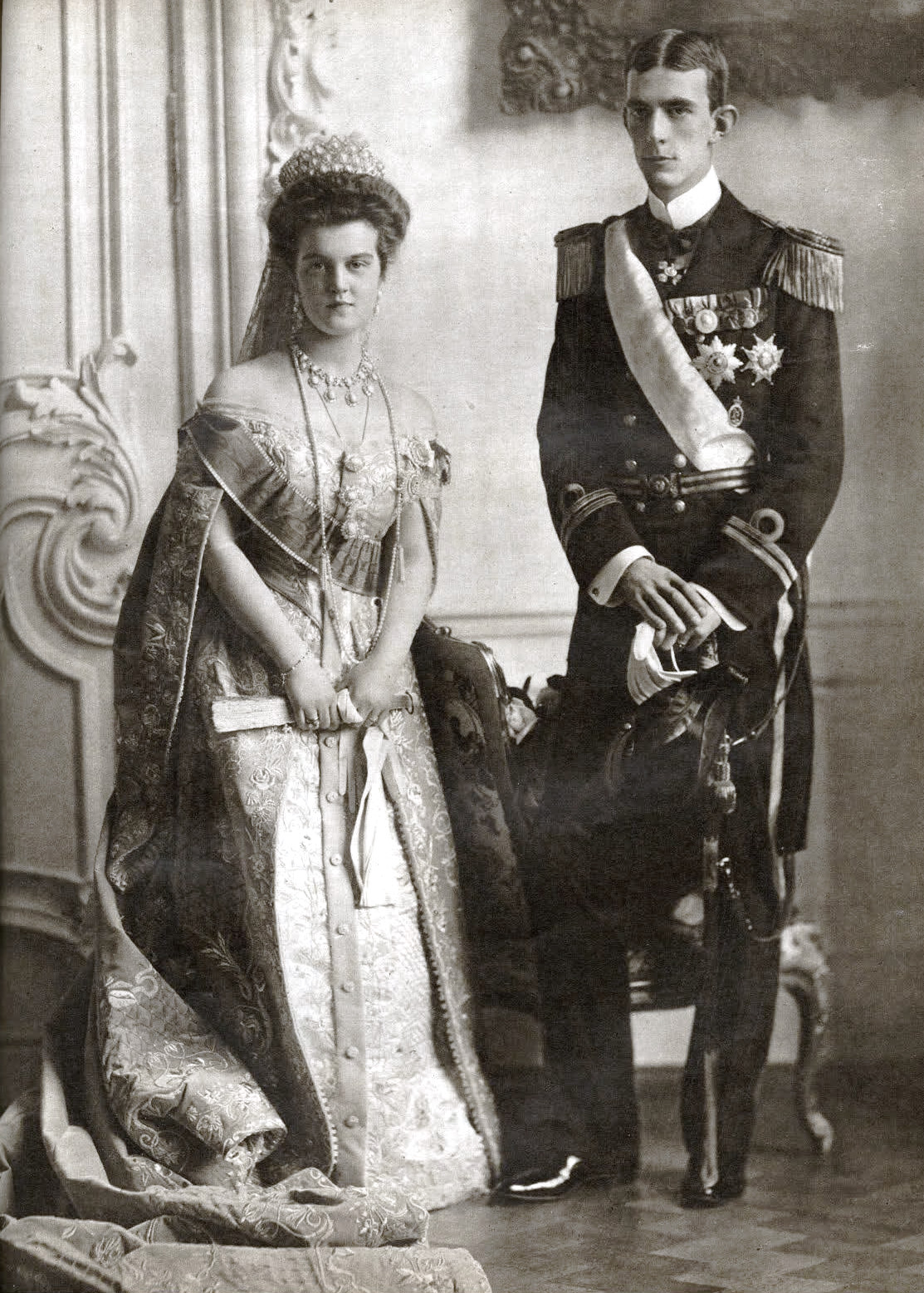
Maria och Wilhelm som nygifta, 1908.

Hon ärvde formellt sin farbror storfurst Sergej Alexandrovitj av Ryssland 1905. Maria Pavlovna fick välja möblerna från Sergeiska palatset i Sankt Petersburg och hennes bror ärvde fastigheten. Den 28 mars 1908 bestämdes att Maria Pavlovna skulle få apanaget av 3,5 miljoner. Det informerades att beloppet "förelagts och gillats af kejsaren". Detta apanage skulle dock stå kvar i Ryssland under apanagedepartementets vård och överflyttas till Sverige först sedan eventuella barn uppnått myndig ålder. Tsaren hade sagt till Mengden att han ansåg sig ha rätt att göra denna bestämmelse "...enär ifrågavarande medel blott genom kejsarens och storfurstinnans farbröders frivilliga avstående från anspråk på storfurst Serges kvarlåtenskap/arv efter Tsar Alexander den II i sin helhet kommit storfurstinnan Maria Pavlovna och hennes bror storfurst Dmitry Pavlovitch tillgodo".
Efter hemkomsten till Stockholm byggdes Oakhill (nuvarande italienska ambassaden) på Djurgården för prinsparets räkning. De fick ett barn, sonen Lennart, som föddes den 8 maj 1909 då Maria var 19 och Wilhelm 25 år. Deras äktenskap blev olyckligt och Maria lämnade Sverige hösten 1913 och begärde skilsmässa. Äktenskapet upplöstes den 13 mars 1914. 

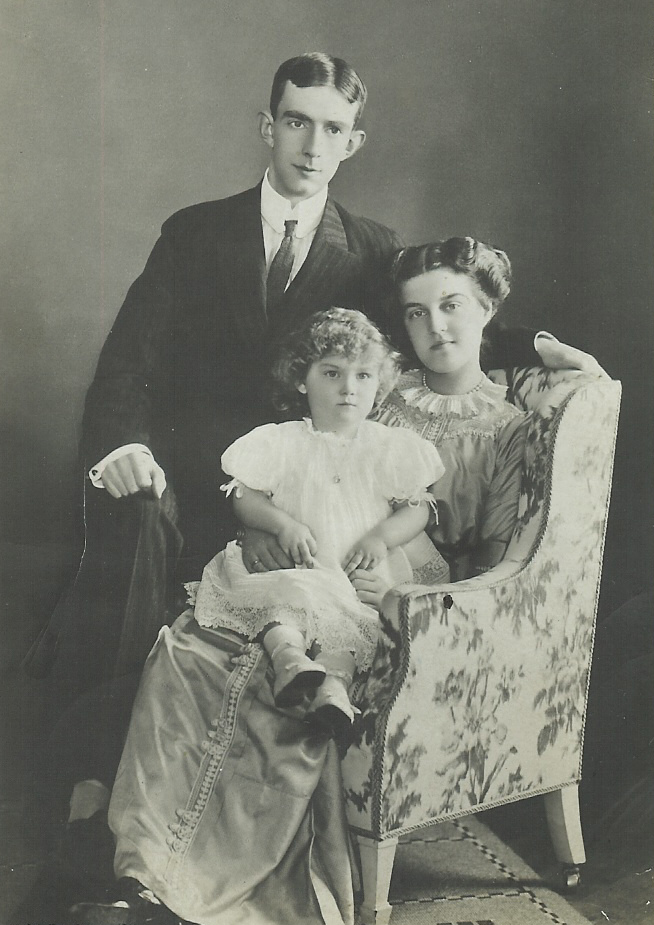
Prins Wilhelm och prinsessan Maria med prins Lennart hos Hofatelier Jaeger, 1911.

Under tiden i Sverige hade Maria svårt att anpassa sig till det formella hovlivet och chockerade ofta genom sitt informella sätt. Hon spelade bandy i Kronprinsessans Hockeyklubb. På Gustaf V:s begäran vistades hon tidvis på Capri hos drottning Victoria och livläkaren Axel Munthe, vars inflytande hon ansåg var menligt. Hon angav många år senare att Munthe ville övertala henne att redan som ung kvinna bli patient hos honom och gjorde fysiska närmanden mot henne, samt att skräcken som hon därigenom upplevde gentemot det svenska kungahuset på grund av dess okritiska stöd för Munthe, var den främsta anledningen till att hon flydde och tog ut skilsmässa från prins Wilhelm.

### Återkomsten till Ryssland

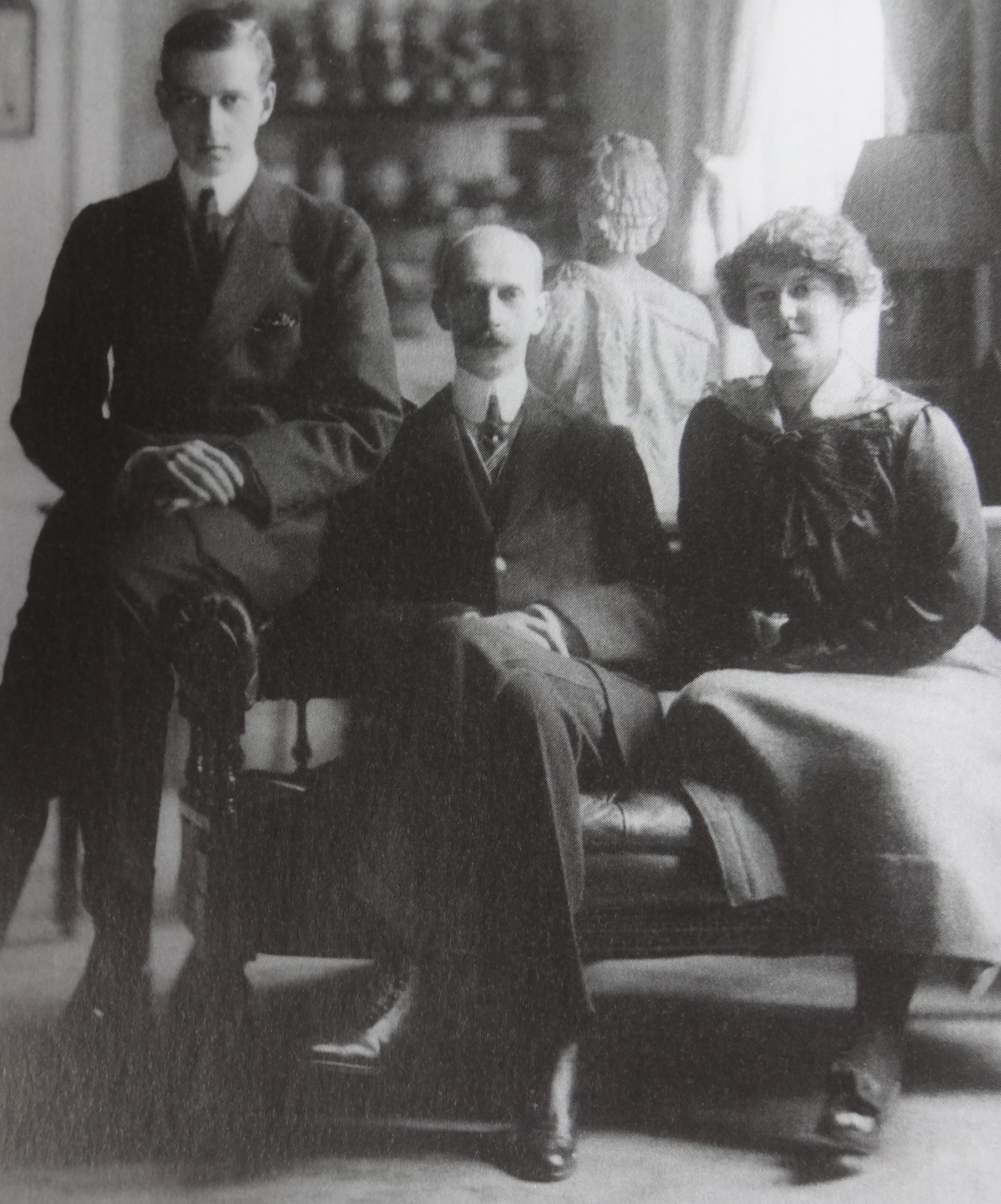
Maria tillsammans med sin bror Dimitrij och deras far Paul i Paris 1914.

Samma år som skilsmässan återvände Maria till sitt hemland. Under första världskriget arbetade hon, från 1915, som sjuksköterska vid Röda Korset i Pskov. 1916 deltog hennes bror Dimitri i mordet på Rasputin; hon tillhörde då de medlemmar i tsarhuset som försvarade honom och hans handling och protest mot Rasputins inflytande, vilket ledde till en brytning med tsarparet. 
Efter ryska revolutionen 1917 lämnade hon sjukhuset i Pskov och återvände till sin far, styvmor och styvsyskon i Petrograd och Tsarskoje Selo. Familjen levde relativt ostörda under den provisoriska regeringen. I september sommaren 1917 gifte Maria om sig med en rysk officer, furste Sergej Michailovitj Putjatin i Pavlovskpalatset. Äktenskapet var ett kärleksäktenskap som ingicks efter förälskelse. Paret fick en son, Roman, född 1918, som dog knappt ett år gammal. Efter bröllopet flyttade paret till en egen bostad i Sankt Petrograd med makens bror och föräldrar. 
När Oktoberrevolutionen bröt ut i november 1917 befann sig paret i Moskva för att hämta ut Marias juveler ut bankfacket. Paret överraskades av revolutionen, och Maria beskriver hur de inte kunde komma in på banken och överraskades av skottlossning och flyende folkmassor på gatan. De lyckades så småningom få ut juvelerna, och överföra en del av dem till Sverige. De fick också identifikationspapper från svenska myndigheter under denna tid. 
I mars 1918 registrerades samtliga manliga medlemmar av det före detta tsarhuset, och hennes far och halvbror greps och fängslades. I juli lämnade Maria och hennes make Petrograd i sällskap med makens bror Alexander och tog sig till Orsha, fronten av det område som var ockuperat av tyskarna med sitt svenska identifikationsdokument gömt i en tvål. De lyckades ta sig igenom, och fortsatte till Kiev, där de inhystes hos vänner, innan de i november fortsatte till vänner i Odessa, där de tillbringade resten av den tyska ockupationen. 
När den tyska ockupationen av Ukraina upphävdes vid krigsslutet, blev säkerhetssituationen åter osäker i Ukraina. I december 1918 lokaliserades Maria av Joseph W. Boyle på uppdrag av Marias släkting, Rumäniens drottning drottning Marie, som gav henne en inbjudan till Rumänien. Maria, hennes make och svåger lämnade strax därpå Ryssland via Rumänien, och välkomnades som gäster av den rumänska kungafamiljen i Bukarest. Marias svärföräldrar och son anlände så småningom även de till Bukarest. Det var också i Rumänien som Maria meddelades av hennes far, halvbror och hela den före detta tsarfamiljen hade blivit avrättade av bolsjevikerna. Hon fortsatte slutligen 1919 till Paris.

### Åren i exil
1921 öppnade Maria en ateljé för konsthantverk i Paris; ateljén sålde bland annat kläder till Chanel. Hennes ateljé var framgångsrik under 1920-talet, då hon hade en viss blygsam plats inom modevärlden. Hon tog ut skilsmässa 1923, och hade sedan i flera år ett förhållande med Jean Patou. 

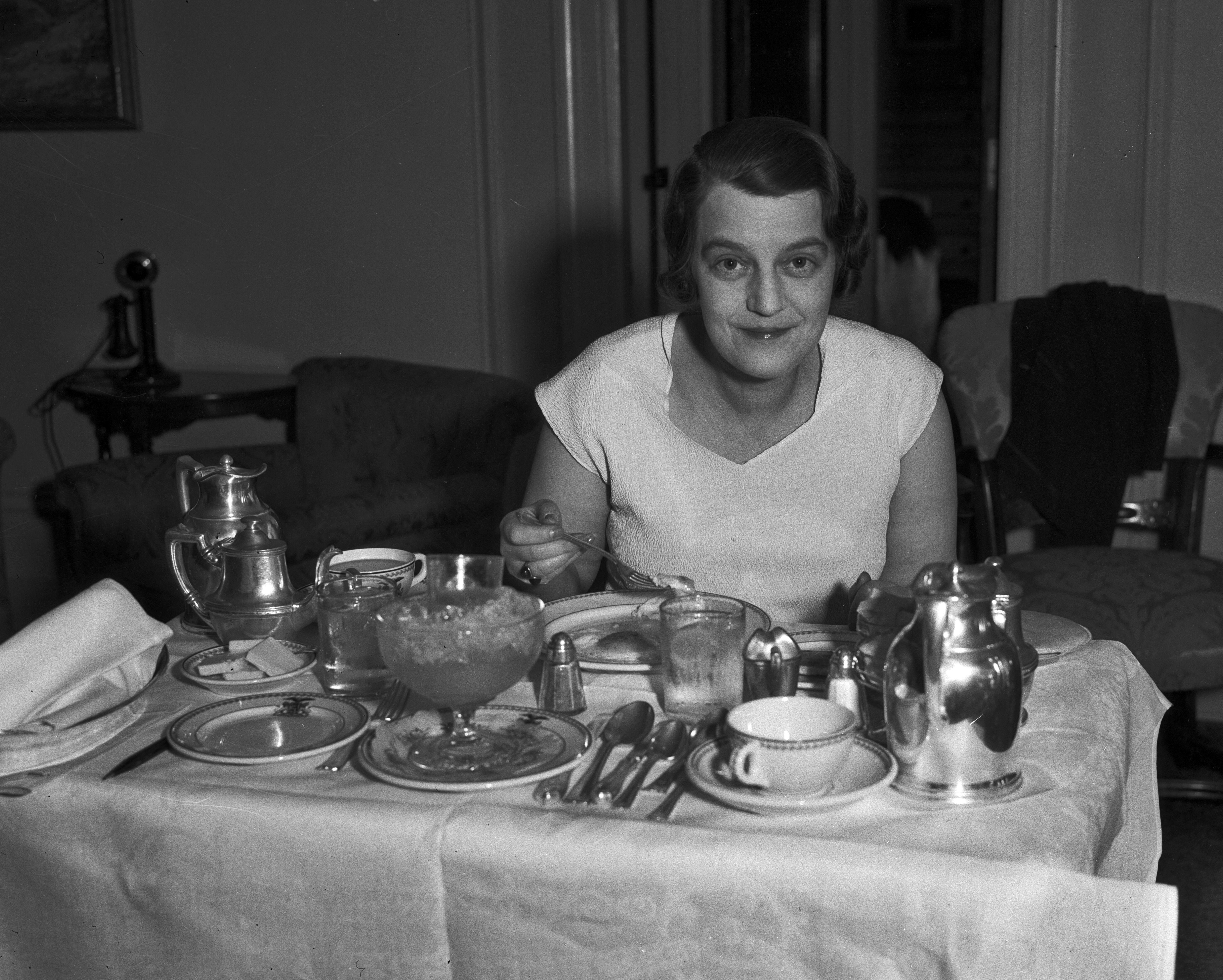
Maria Pavlovna av Ryssland i Los Angeles, 1932.

År 1928 sålde hon modeateljén och flyttade till USA, där hon sedan levde fram till 1941. Hon ägnade sig sedan åt fotografering i New York. Hon var under åren i USA verksam som modeskribent och fotograf för ett antal tidskrifter. Hon publicerade 1930 och 1932 sina memoarer i två delar, som båda blev en succé, och gav henne en del publicitet. 
I mitten av 1930-talet gjorde hon ett besök i Sverige, och återfick 1937 sitt svenska medborgarskap; det vill säga, hon fick byta ut sitt statslösa nansenpass mot ett svenskt diplomatpass. 

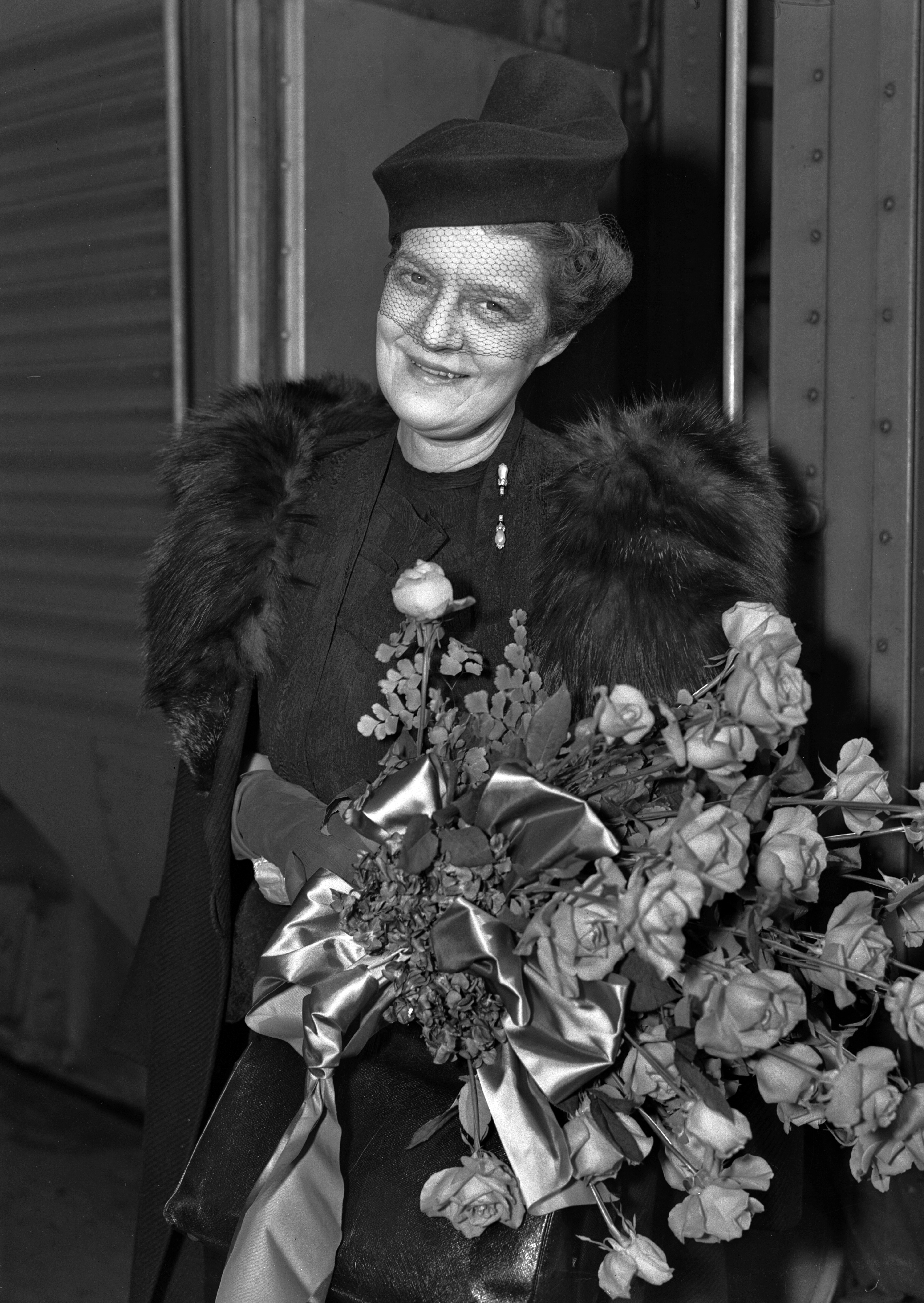
Maria Pavlovna, 1939.

Hon lämnade USA efter landets inträde på de allierades sida i andra världskriget, då hon ansåg att det var ett erkännande av den ryska revolutionen och Sovjetunionen. Från 1942 var hon bosatt i Buenos Aires, där det fanns en stor exilrysk koloni, och ägnade sig där bland annat åt måleri. Mot slutet av sitt liv bodde hon i Konstanz i närheten av sin son Lennart och hans familj på slottet Mainau och umgicks först då åter med prins Wilhelm. Hon är gravsatt i slottskapellet på Mainau.

## Porträtt
Två porträttmålningar av Maria Pavlovna gjorda av konstnären Bernhard Österman finns i Sörmlands museum.
|  |  |  |
|  |  |  |

## Anfäder
|                            |  |  |  |  |  |  |  |                                   |  |  |  |  |  |  |  |                                 |  |  |  |  |  |  |  | Nikolaj I av Ryssland               |
|                            |  |  |  |  |  |  |  |                                   |  |  |  |  |  |  |  |                                 |  |  |  |  |  |  |  |                                     |
|                            |  |  |  |  |  |  |  |                                   |  |  |  |  |  |  |  | Alexander II av Ryssland        |  |  |  |  |  |  |  |                                     |
|                            |  |  |  |  |  |  |  |                                   |  |  |  |  |  |  |  |                                 |  |  |  |  |  |  |  |                                     |
|                            |  |  |  |  |  |  |  |                                   |  |  |  |  |  |  |  |                                 |  |  |  |  |  |  |  | Alexandra av Preussen               |
|                            |  |  |  |  |  |  |  |                                   |  |  |  |  |  |  |  |                                 |  |  |  |  |  |  |  |                                     |
|                            |  |  |  |  |  |  |  | Pavel Aleksandrovitj av Ryssland  |  |  |  |  |  |  |  |                                 |  |  |  |  |  |  |  |                                     |
|                            |  |  |  |  |  |  |  |                                   |  |  |  |  |  |  |  |                                 |  |  |  |  |  |  |  |                                     |
|                            |  |  |  |  |  |  |  |                                   |  |  |  |  |  |  |  |                                 |  |  |  |  |  |  |  | Ludvig II av Hessen-Darmstadt       |
|                            |  |  |  |  |  |  |  |                                   |  |  |  |  |  |  |  |                                 |  |  |  |  |  |  |  |                                     |
|                            |  |  |  |  |  |  |  |                                   |  |  |  |  |  |  |  | Maria Alexandrovna              |  |  |  |  |  |  |  |                                     |
|                            |  |  |  |  |  |  |  |                                   |  |  |  |  |  |  |  |                                 |  |  |  |  |  |  |  |                                     |
|                            |  |  |  |  |  |  |  |                                   |  |  |  |  |  |  |  |                                 |  |  |  |  |  |  |  | Wilhelmine av Baden                 |
|                            |  |  |  |  |  |  |  |                                   |  |  |  |  |  |  |  |                                 |  |  |  |  |  |  |  |                                     |
| Maria Pavlovna av Ryssland |  |  |  |  |  |  |  |                                   |  |  |  |  |  |  |  |                                 |  |  |  |  |  |  |  |                                     |
|                            |  |  |  |  |  |  |  |                                   |  |  |  |  |  |  |  |                                 |  |  |  |  |  |  |  | Kristian IX av Danmark              |
|                            |  |  |  |  |  |  |  |                                   |  |  |  |  |  |  |  |                                 |  |  |  |  |  |  |  |                                     |
|                            |  |  |  |  |  |  |  |                                   |  |  |  |  |  |  |  | Georg I av Grekland             |  |  |  |  |  |  |  |                                     |
|                            |  |  |  |  |  |  |  |                                   |  |  |  |  |  |  |  |                                 |  |  |  |  |  |  |  |                                     |
|                            |  |  |  |  |  |  |  |                                   |  |  |  |  |  |  |  |                                 |  |  |  |  |  |  |  | Louise av Hessen-Kassel             |
|                            |  |  |  |  |  |  |  |                                   |  |  |  |  |  |  |  |                                 |  |  |  |  |  |  |  |                                     |
|                            |  |  |  |  |  |  |  | Alexandra av Grekland och Danmark |  |  |  |  |  |  |  |                                 |  |  |  |  |  |  |  |                                     |
|                            |  |  |  |  |  |  |  |                                   |  |  |  |  |  |  |  |                                 |  |  |  |  |  |  |  |                                     |
|                            |  |  |  |  |  |  |  |                                   |  |  |  |  |  |  |  |                                 |  |  |  |  |  |  |  | Konstantin Nikolajevitj av Ryssland |
|                            |  |  |  |  |  |  |  |                                   |  |  |  |  |  |  |  |                                 |  |  |  |  |  |  |  |                                     |
|                            |  |  |  |  |  |  |  |                                   |  |  |  |  |  |  |  | Olga Konstantinovna av Ryssland |  |  |  |  |  |  |  |                                     |
|                            |  |  |  |  |  |  |  |                                   |  |  |  |  |  |  |  |                                 |  |  |  |  |  |  |  |                                     |
|                            |  |  |  |  |  |  |  |                                   |  |  |  |  |  |  |  |                                 |  |  |  |  |  |  |  | Alexandra av Sachsen-Altenburg      |
|                            |  |  |  |  |  |  |  |                                   |  |  |  |  |  |  |  |                                 |  |  |  |  |  |  |  |                                     |